# 野村良太
野村 良太（のむら りょうた、1994年10月21日 - ）は、日本の登山家、山岳ガイド。大阪府豊中市出身。北海道札幌市在住。日本山岳ガイド協会認定登山ガイドステージⅡ、スキーガイドステージⅠ。第27回植村直己冒険賞受賞。

## 略歴
1994年10月21日、大阪府豊中市に生まれる。2010年、大阪府立北野高等学校に入学。野球部に所属した。
高校を卒業後、1年間の予備校生活の後、2014年に北海道大学水産学部に入学した。新入生歓迎活動の中でワンダーフォーゲル部の活動に魅力を感じて入部。水産学部は3年時から函館キャンパスに移動するため、多くの水産学部生は3年時で部活動・サークル活動を引退するが、活動を継続したいと考えた野村は大学に2年間の休学届を提出し、部活動を継続した。後に同部の第62代主将に就任。
2018年に卒部した後は復学し、キャンパス移動に伴って函館市に移り住む。2019年2月に積雪期の知床半島（海別岳～知床岬）を単独で全山縦走。同年3月に積雪期の日高山脈（日勝峠～襟裳岬）を全山縦走。ワンシーズンで知床半島と日高山脈を全山縦走することは史上初のことであり、北海道大学から課外活動や学業で優秀な成績をおさめた学生を称える「北大えるむ賞」が授与された。2020年に大学を卒業。
大学卒業後は山岳ガイドのかたわら、国内外を問わず登山活動に取り組む。2022年に北海道最北端の宗谷岬から襟裳岬までの分水嶺670kmを2月26日から4月29日の63日間で単独で踏破する「積雪期単独北海道分水嶺縦断」を達成。この功績が評価され、日本山岳・スポーツクライミング協会山岳奨励賞および第27回植村直己冒険賞を受賞した。植村直己冒険賞は史上二番目の若さでの受賞となる。

## 受賞
- 令和元年度 北大えるむ賞（2019年）
- 日本山岳・スポーツクライミング協会山岳奨励賞（2022年）
- 第27回植村直己冒険賞（2022年）

## 著書
- 野村良太『「幸せ」を背負って 積雪期単独北海道分水嶺縦断記』（2024年11月5日、山と渓谷社） ISBN 978-4-635-34049-6

## 連載
- 朝日新聞北海道支社『山あり谷あり大志あり』（2023年5月23日～、月一回）

## 出演
- NHK『白銀の大縦走～北海道分水嶺ルート670キロ』（2022年12月30日）
- BS-TBS『アドベンチャー魂』（2023年3月14日、3月21日）
- NHK『未踏峰への挑戦～野村良太のヒマラヤ日記～』（2023年11月18日）
- NHK札幌放送局『はるかなるひと～未踏峰への挑戦 野村良太のヒマラヤ日記～』（2023年12月15日）
- NHK『にっぽん百名山 大峯奥駈道100kmに挑む～近畿の屋根・大峰山脈～』（2024年1月11日）